# Operation Red Sea
Pour plus de détails, voir Fiche technique et Distribution.
Operation Red Sea (红海行动, Hong hai xing dong) est un film de guerre chinois réalisé par Dante Lam, sorti le 16 février 2018. Il s'inspire très approximativement de l'évacuation de 225 étrangers et presque 600 ressortissants chinois du port d'Aden au Yémen en 2015 durant la guerre civile yéménite. Le film est du même style que Operation Mekong (2016) du même réalisateur.
Il sort à l'occasion du 90e anniversaire de la fondation de l'Armée populaire de libération, et peu de temps après le 19e congrès national. Il est présenté comme étant le « premier film naval moderne chinois ». Il totalise 579 millions de $ de recette, en faisant pour l'instant le septième plus grand succès mondial de 2018 et le deuxième plus gros succès chinois de tous les temps.

## Synopsis
En service en mer Rouge, une flotte de patrouille de la Marine chinoise reçoit un appel de détresse d'un cargo attaqué par des pirates somaliens qui menacent les passagers et les marins chinois présents à bord. Elle déploie immédiatement une unité d'intervention rapide, baptisée Jiaolong et composée de 8 personnes, destinée à ralentir la progression des pirates jusqu'à ce que les navires de la Marine, lourdement armés, puissent arriver sur la zone. Déployé par hélicoptère, l'unité débarque sur le cargo. Son tireur de précision est gravement blessé à la colonne vertébrale et doit être remplacé. L'équipe d'assaut est félicitée de son travail une fois la flotte principale arrivée.
Plus tard, lorsque la situation au Yewaire (pays imaginaire évoquant le Yémen) devient incontrôlable, des ordres sont donnés pour évacuer les ressortissants chinois présents dans le pays. L'équipe d'assaut Jiaolong est chargée d'évacuer les citoyens chinois vers les principaux navires de la Marine chinoise via un port temporaire de la région. Dans le même temps, une journaliste franco-chinoise travaillant dans la région reçoit via son assistant Abu la nouvelle que l'organisation terroriste locale, Zaka, s'apprête à entraver la coopération locale avec les Chinois par tous les moyens disponibles. Ils sont en contact avec le Dr William Parsons, directeur local de Greenville Energy, qui s'apprête à leur fournir du yellowcake ainsi qu'une formule permettant la fabrication à grande échelle de bombes sales. L'unité chinoise ne reçoit qu'un très faible soutien du gouvernement local, lequel est en cours d'effondrement. Elle doit relocaliser les civils chinois dans une zone de déploiement sûre avec uniquement un convoi de jeep pour le transport.
Le convoi est pris en embuscade par les terroristes et subit des pertes importantes à la suite d'attaques de mortiers et d'un tireur d'élite. Tous les civils sont tués, sauf la journaliste. Le groupe Zaka propose à la Marine chinoise un échange de prisonnier entre une citoyenne chinoise prise en otage et le président yewairian ; pour montrer leur détermination, le groupe décapite Abu, l'assistant journaliste, devant une caméra. L'unité Jiaolong et la journaliste traquent l'otage (première priorité de la mission) dans un bastion terroriste défendu par 150 miliciens armés d'artillerie mécanisée et de chars. L'équipe d'assaut se lance dans un plan risqué consistant à échanger secrètement l'otage chinoise par la journaliste. Le tireur de précision ennemi réapparaît mais est finalement éliminé par son homologue chinois, tandis que sur la côte un autre groupe de terroristes tente en vain de faire sauter le navire de guerre chinois. L'opération réussit finalement à évacuer tous les otages, mais 2 membres de Jiaolong ont été tués au combat et 2 autres sont gravement blessés.
Le 4 membres restants se rendent en combinaison ailée sur le site d'échange de yellowcake entre les terroristes, qui ont obtenu la formule du Dr Parson, et un groupe rebelle. Le groupe Zaka trahit les rebelles avant que les soldats chinois parviennent à capturer le chef terroriste vivant et à s'emparer de l'avion cargo transportant le yellowcake. De retour à bord de la flotte chinoise, les soldats tombés en mission sont honorés pour leur courage au combat.

## Distribution
- Zhang Yi (VFB : Pierre Lognay) : Yang Rui, le chef de l'unité
- Huang Jingyu (VFB : Sébastien Hébrant) : Gu Shun, le tireur de remplacement
- Du Jiang (VFB : Olivier Prémel) : Xu Hong, le chef adjoint de l'unité, expert en démolition
- Hai Qing (VFB : Maia Baran) : Xia Nan, la journaliste franco-chinoise
- Wang Yutian (VFB : Maxime Donnay) : Zhang Tiande (« Rocky »), mitrailleur de l'escouade
- Jiang Luxia (VFB : Cathy Boquet) : Tong Li, mitrailleuse et seule femme de l'unité
- Yin Fang (VFB : Maxime Van Santfoort) : Li Dong, le guetteur
- Henry Prince Mak (VFB : Olivier Francart) : Zhuang Yu, le spécialiste en communications
- Guo Jiahao (VFB : Brieuc Lemaire) : Lu Chen, le soigneur
- Michelle Bai (en) : Mei Deng, employée de la société Greenville Energy et otage
- Zhang Hanyu (VFB : Jean-Marc Delhausse) : Gao Yun, le commandant de la flotte
- Khalid Benchagra (VFB : Martin Spinhayer) : Dr William Parson, directeur de Greenville Energy et détenteur de la formule à bombes sales
- Ayoub Layoussifi (VFB : Nicolas Matthys) : Abu, l'assistant de Xia Nan
- Rachid Ali El Adouani : leader du groupe Zaka, kidnapper de la journaliste franco-chinoise  Xia Nan.
- Wang Qiang : le commissaire de flotte
- Simon Yam : Alfred, le rédacteur en chef, patron de Xia Nan
- David Yu : Ho He Qingliu, consul de la république populaire de Chine
- Wang Ian (VFB : Alexandre Crépet) : Luo Xing, le membre du consulat
- Sanâa Alaoui : Ina, une fille locale qui aide l'équipe

Version française
- Société de doublage : Dubbing Brothers Belgique
- Direction artistique : Bruno Mullenaerts
- Adaptation des dialogues : Ludovic Manchette et Christian Niemiec
- Enregistrement et mixage : Laurent Lepaumier

## Production
Le tournage commence à la mi-février 2017 au Maroc et emploie 400 Marocains et 300 Chinois pour l'équipe technique,.

## Réception
Operation Red Sea se classe à sa sortie à la 4e position avec 76,6 millions $, puis se hisse au deuxième rang dans sa deuxième semaine, pour finalement atteindre le sommet dans sa troisième semaine, avec 144,2 millions $ pour un total de 498 millions $ après 17 jours d'exploitation. Il est premier du box-office mondial du week-end avec 62,6 millions $ devant Black Panther. Le film domine le marché chinois dans la troisième semaine loin devant Detective Chinatown 2 et Monster Hunt 2. Il atteint la première place de l'année, détrônant Detective Chinatown 2 et Monster Hunt 2. En raison de ses bonnes critiques et de l'excellent bouche à oreille dont il bénéficie, il est devenu le sixième plus gros succès chinois au box-office de tous les temps (le troisième à l'époque de sa sortie).
Aux États-Unis et au Canada, Operation Red Sea récolte 510 000 $ lors de son premier week-end, soit une moyenne de 11 333 $ par écrans.